# بهاء الدين حيدر الآملي
بهاء الدين حيدر بن علي العبيدي الآملي الفقيه والمُتكلم الصوفي (ولد 719 هـ - توفي 794 هـ)، كان متكلمًا، وصوفيًا، ومفسرًا، وفقيهًا إماميًا، وكان متعصبا، ثم صار صوفيا فترك التعصب واتخذ التسامح. أصله من آمل طبرستان. دخل العراق، وأقام في الحلة، وأخذ عن ابن المطهر الحلي. ألف أهم كتبه في العراق. من كتبه "المحيط الأعظم" في تفسير القرآن الكريم، و"البحر الخضم في تفسير القرآن الأعظم".

## سيرته وطريقته
كان علويًا من آمل من طبرستان. وكان يجمع بين الشيعة والحقيقة، ويرجع في سلسلة خرقته إلى أبي يزيد البسطامي. وله كتاب "جامع الأسرار ومنبع الأنوار في أن عقائد الصوفية موافقة لمذهب الإمامية الإثني عشرية"، ألفه في العراق بناءً على طلب الشيعة هناك. وله كتاب "شرح فصوص الحكم" لابن عربي.
قال فيه صاحب رياض العلماء ما نصه: السيد حيدر بن علي العلوي الحسيني الآملي المازندراني الصوفي المعروف بآملي. كان من أفاضل علماء الصوفية، وقد كان إمامي المذهب، وإنه من الإمامية المتألهين. وإنه السيد العارف المحقق الأوحدي وإنه من علماء الشيعة وله كتاب جامع الأسرار وشرح فصوص الحكم.

### التعصب والتصوف
كان الآملي فقيهًا ومُتكلمًا شيعيًا مُتعصبًا، واستمر كذلك مدة عشرين سنة، ثمَّ تحوَّل عن التعصُّب، واختار رأي أصحاب "وحدة الوجود"، وكان يُسميهم أرباب التوحيد، وهاجم الإباحية، والحلولية، والاتحادية، والمُعطِّلة، وأخرجهم من التصوف، واختار -ليثبت انتساب التصوف إلى التشيع- أقوالًا من أقطاب الشيعة كابن المطهر الحلي، من كتابيه "منهاج الكرامة" و"كشف الحق"، ومن أقطاب السنة كالغزَّالي، وابن عربي، ليُدلل على أنَّ العلوم اللدنية والحقائق الإلهية مخصوصة بعلي ابن أبي طالب دون غيره من الأولياء، من الأزل.

### مذهبه واعتقاده
ويرى الآملي بأنَّ الفرق بين الشيعي والصوفي: أنَّ الأول مؤمن عادي، والثاني مؤمن ممتَحن، والناس ثلاث طبقات: الأولى الصوفية، والثانية الشيعة، والثالثة العوام. ويرى أنَّ الصوفية اختصاصهم بالاسرار الإلهية وهم لذلك الشيعة الخاصة. وذكر أنَّ الحسن البصري كان تلميذًا لعلي، وأنَّ إبراهيم بن أدهم أخذ عن علي بن الحسين، وأنَّ أبا يزيد البسطامي أخذ عن جعفر الصادق، وأنَّ شقيقًا البلخي أخذ عن موسى ابن جعفر، وأنَّ معروفًا الكرخي أخذ عن علي بن موسى الرضا، وكلهم أوصلوا ما اكتسبوه من علم وإرشاد إلى مُريديهم.

ويرى أنَّ كل أئمة الشيعة أصحاب علوم كشفية وخِرقة صوفية، والمهدي هو إمام الشيعة وقطب الصوفية. وفسر التقية بأنها تعني "الاحتراز من إفشاء الأسرار الإلهية" التي يأخذ الصوفية بها أنفسهم. وقسم التوحيد إلى توحيد الأنبياء الظاهري وتوحيد الأولياء الباطني، وأقام تعليله لوحدة الوجود على براهين من إخوان الصفاء، فقال إنَّ الواحد أصل الأعداد، ومن تكراره تنشأ الأعداد وتتزايد، والعقل الأول على ذلك يقابل الوجود الأول الفائض من الله:
كثرةٌ لا تتناهى عددًا - قد طوتها وحدة الواحد طَيّ
وقال إنَّ أصل الحقيقة المحمدية أنَّ مُحمدًا وأهله من نفس وحقيقة واحدة، باعتبارهم أشرف الخلق وأكملهم، وعليًا من نفس محمد، وهو خليفته، والإنسان الكامل هو علي، وهو خاتم الأولياء والمهدي لأنه مظهر باطن النبي.

### تحصيل العلم الإلهي
يرى الآملي بأنَّ تحصيل العلوم الحقيقية هو في غاية السهولة لأنها موقوفة على فراغ القلب وصفاء الباطن بحيث يمكن التحصيل بساعة واحدة أو بيوم واحد أو بليلة واحدة. وأنَّ مَن يرى أنَّ هذه العلوم هبة إلهية وعطية ربانية فيمكن حصولها بأقل من ذلك.

### مؤلفاته
من مؤلفاته:
- كتاب (مجمع الأسرار ومنبع الأنوار): وهو كتاب في التوحيد وأسراره وحقائقه وما يتعلق به.
- كتاب (رسالة الوجود في معرفة المعبود): في إثبات واجب الوجود.
- كتاب (رسالة المعاد في رجوع العباد).
- كتاب (الأصول والأركان في تهذيب الأصحاب والإخوان): فيه أصول الطريقة والشريعة. إلى غير ذلك مما يربو على الثلاثين مؤلفًا بين كتاب ورسالة.